# Gnäggen
Gnäggen är ett naturreservat i Kramfors kommun i Västernorrlands län.
Området är naturskyddat sedan 1970 och är 28 hektar stort, varav 26 hektar vatten. Reservatet omfattar en ö med detta namn och består av kala och renspolade hällar med några småväxta exemplar av sälg, rönn och asp. Skäret är en fågellokal..